# Laura Delas
Pour les articles homonymes, voir Delas.

a Compétitions nationales et continentales officielles uniquement.

b Matchs officiels uniquement.
Dernière mise à jour le 23 octobre 2023.
Laura Delas, née le 25 décembre 1992 à Lannemezan (Hautes-Pyrénées), est une joueuse internationale française de rugby à XV et internationale de rugby à sept évoluant aux postes d'ailier, de centre, d'arrière ou de demi d'ouverture. 
Elle est double championne de France (2012 avec Lons et 2024 avec les Lionnes du Stade bordelais).

## Biographie
Laura Delas naît le 25 décembre 1992 à Lannemezan, grandit à Tournay puis à Tarbes. C'est au Stado Tarbes PR qu'elle commence le rugby à XV à l'âge de dix-sept ans, après avoir joué quelque temps au basket-ball, et qu'elle réalise l'essentiel de sa carrière sportive.
Lors de la saison 2011-2012, elle décide de quitter son club formateur afin de rejoindre le RC Lons pour « franchir un palier »,. En 2012, étant alors en pleine tournée de l'équipe de France de rugby à sept, elle est sélectionnée pour la première fois avec le XV de France féminin. Elle joue cette année là tous les matchs du Tournoi des Six Nations, où la France finit deuxième. De retour avec son club, elle remporte le Championnat de France cette saison-là.
Dès la saison suivante, elle fait son retour au Stado Tarbes PR,.
Après une blessure, elle revient au niveau international pour deux matchs dans le Tournoi des Six Nations 2015, aussi terminée par une deuxième place. 
Malgré un accident quelques mois plus tard qui lui fait perdre deux phalanges à un doigt, elle revient au rugby et fait partie de la sélection française qui remporte l'édition 2016 du Tournoi. Aux Women's Rugby Super Series de la même année, son équipe atteint la troisième place.
En 2019, elle rejoint l'AS Bayonne.
Pour la saison 2021-2022, elle joue toujours au sein de l'AS Bayonne. À l'issue de cette saison, elle rejoint l'US Dax.
À partir de la saison 2023-2024, elle rejoint le Stade bordelais. En 2024 elle contribue à la reconquête du titre par le Stade bordelais après avoir participé toutes les rencontres du championnat 2023-2024,. Elle quitte Bordeaux sur cette victoire pour jouer en Élite 2 avec Lons Section paloise.

## Palmarès

### En club
- Vainqueur du Championnat de France en 2012 avec le RC Lons ;
- Vainqueur du Championnat de France féminin en 2024 avec le Stade bordelais.

### En équipe nationale
- Vainqueur du Tournoi des Six Nations en 2016.